# Ulocladium alternariae
Ulocladium alternariae är en svampart som först beskrevs av Mordecai Cubitt Cooke, och fick sitt nu gällande namn av E.G. Simmons 1967. Ulocladium alternariae ingår i släktet Ulocladium och familjen Pleosporaceae.   Inga underarter finns listade i Catalogue of Life.